# アーサー・ジョンソン
アーサー・ジョンソン（Arthur Johnson、1879年4月12日 - 1929年5月23日）は、イングランド出身のサッカー選手、指導者。

## 人物
1879年生まれ。1902年5月13日に行われたFCバルセロナとの初のエル・クラシコでは、レアル・マドリードのクラブ初得点を記録した。選手としては、4度コパ・デル・レイのタイトルを獲得した。
1910年から1920年までレアル・マドリードの監督を務めた。クラブ初の監督であり、ミゲル・ムニョスに次いでクラブ史上2番目に長い10年間にわたってクラブを率いた。監督としては、4度のカンペオナート・レギオナル・セントロのほか1917年にはコパ・デル・レイも獲得した。

## 脚註
1. ↑  Arthur Johnson realmadrid.com